# Література Донеччини

«Хоч знаний я всій Батьківщині
А все ж я донецький поет»Володимир Сосюра

Патріарх донбаської літератури Павло Безпощадний

Володимир Сосюра
Література Донеччини — описує літературний процес на Донбасі.
Донбас — один з наймолодших східноукраїнських регіонів. Разом із спільними ознаками економічного характеру землі Донбасу єднають і досягнення культури, яка значною мірою виростає з фольклорних та етнографічних коренів слобожанської і південнокозацької культур.
З другої половини XIX ст. для Донбасу характерне превалювання міської культури, зорієнтованої в основному не стільки на регіональні народні традиції, скільки на загальноукраїнські. Необхідно також мати на увазі, що розвиток української культури відбувався у вкрай несприятливих умовах постійних репресій її діячів, в умовах заборони української мови, української освіти тощо. Окрім української, на теренах Донбасу також розвивалися й інші культури.

## Загальна характеристика
Ознаки літературного життя на Донбасі почали проявлятись з останніх років 19 століття. В адміністративному центрі тодішнього Донбасу місті Бахмуті, починають видаватись художні книжки, першою серед яких стала збірка віршів поета-донбасівця Миколи Чернявського «Донецькі сонети» (1898). На той час у Бахмуті зростає видавнича діяльність, збільшується кількість періодичних видань. Бахмутчина як центр шахтарського робітничого краю притягує до себе в останній чверті 19 ст. таких письменників, як Борис Грінченко, Спиридон Черкасенко, Христя Алчевська, Степан Васильченко та ін., початкуючих і вже відомих українських письменників. У цей час на Донбасі в освітніх закладах працювали видатний письменник Б. Грінченко, відомий фольклорист Я. П. Новицький, педагог І. Я. Зеленкевич (Чепіга-Зеленкевич Яків).
На початку ХХ ст. піднімається хвиля так званих пролетарських поетів, до яких відносять з російськомовних авторів С. Дальню, Я. Дебелого, А. Коца, П. Махиню та ін., а з українських — І. Журбенка. У 10-х роках на Бахмутчині починається становлення видатного українського поета Володимира Сосюри. У цей час до Бахмутського повіту приїжджає також вісімнадцятирічний Микола Хвильовий, кілька місяців працює кочегаром на Торецькому заводі у Дружківці та вантажником на коксових печах у Горлівці. Спогади про Дружківку та Донбас лишилися в його збірці новел «Сині етюди» (1922).
Починаючи з 20-х років XX ст., на арені українського строкатого життя, розбурханого українською революцією 1917—1921 років і зосередженого переважно в Харкові, Києві та Львові, навколо бахмутського журналу «Забой» та однойменної письменницької організації, зорієнтованої переважно на пролетарську тематику, розгортається потужне літературне життя.
Тенденція до написання творів саме українською мовою зростає серед донецького письменства протягом десятиліть, і на кінець 20-их років навіть такі відомі на той час російськомовні письменники, як Борис Горбатов, Г. Жуков, В. Торін та багато інших, почали писати твори українською мовою. Та на початку 30-х років цей процес був штучно перерваний місцевими шовіністами при явному потуранні і підтримці московської влади.
Варта пильної уваги творчість письменників-земляків 40-90 років, які силою різних життєвих обставин змушені були покинути Україну, але в своїй творчості писали про Україну, рідну Донеччину, про сторінки її давньої і близької історії тощо. Це заступник головного редактора журналу «Літературний Донбас» (поч. 30-х років), письменник Василь Гайворонський (США), поет Леонід Лиман (США), поетеса, прозаїк і художниця Емма Андієвська (Німеччина), прозаїк і журналіст Віталій Бендер (Англія), поет і журналіст Володимир Біляїв (США).
Отже, широкий, до певної міри культурологічний, погляд на розвиток літературного життя на Донбасі дає нам підстави для визначення його основних етапів розвитку. Така історична парадигма може слугувати основою для подальших літературознавчих та культурологічних розшуків, науково-методичних досліджень, удосконалення навчально-виховного процесу у школах і вузах регіону, для озброєння науковців і вчителів-філологів системним підходом до історії розвитку літератури на теренах рідного краю.
Щоправда, у посткомуністичній Україні можливий і інший підхід до парадигми розвитку літературного життя на Донбасі, бо залишається живим погляд на так звану радянську культуру, яка мовбито є синтезом української і російської. Тільки що вона породила? Хто він, той синтезований письменник, що утворився шляхом радянського злиття? І що то за дивне явище сьогодення, коли на питання: «Ви український чи російський письменник?» — чуємо відповідь: «Я украинский писатель, который пишет на русском языке».

## Літературне життя ХІХ— поч. ХХ ст

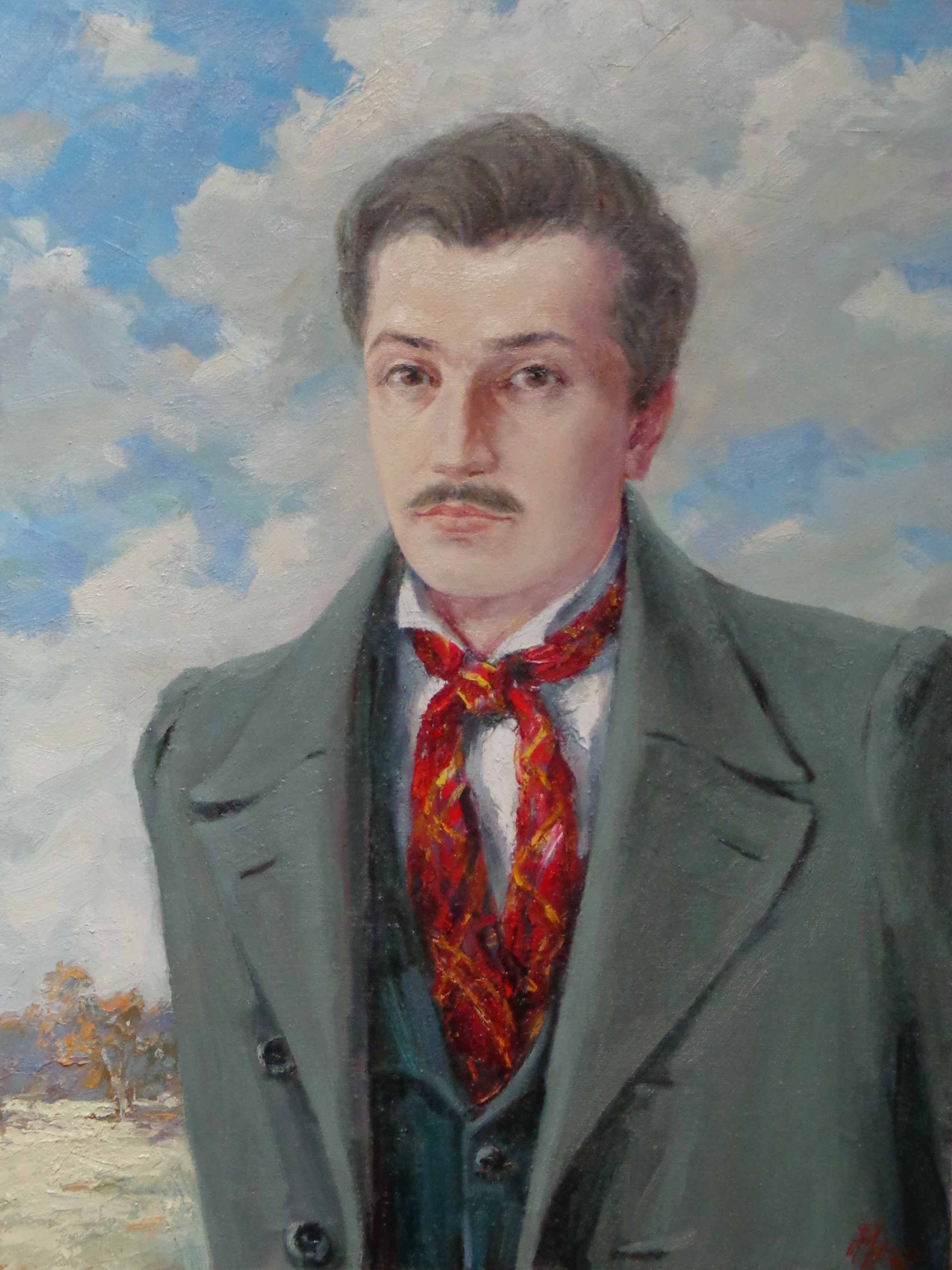
Михайло Петренко

Першим нам відомим поетом який народився і деякий час жив і творив в Донбасі, був Михайло Петренко. Довгий час мало хто знав де народився поет де його могила. Але вірші Михайла Петренка виявилися і адресними:
|  | Ось-ось Слов’янськ! Моя родина! Забилось серденько в грудях, Пригнулись до землі коліна, А очі плавають в сльозах! Слов’янськ, Слов’янськ! Як гарно ти По річці Тору, по рівнині Розкинув пишнії садки,... |

Всеволод Коховський

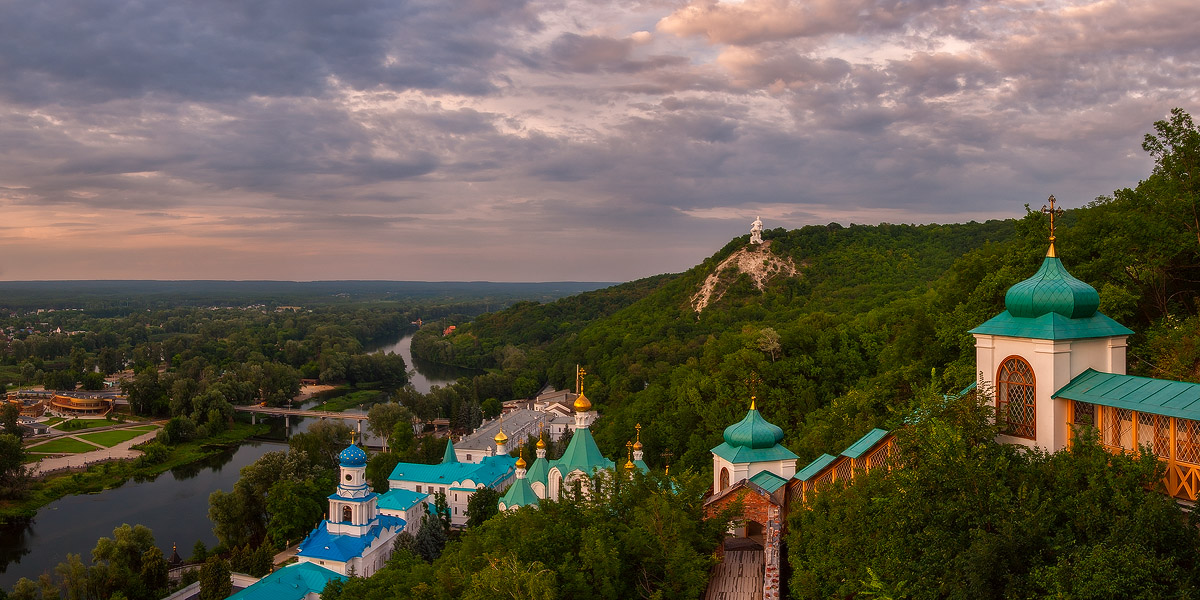
Святогірська лавра

2 березня 1835 в селі Стародубівка народився майбутній письменник і педагог Всеволод Коховський, початкову освіту здобув в приватному пансіоні в Бахмуті. Більшу частину життя провів за межами Донбасу в Санкт-Петербурзі.

У 1870 році почав свій літературний шлях відомих грецьких поет Леонтій Хонагбей з села Сартана. Перша румейських жінка-вчений Кассандра Костан у своїй книзі «З літератури Маріупольськіх греків» писала:
|  | "... його оригінальний характер і його твори користуються значною популярністю серед румейської населення Маріупольщини, про нього згадують з великою повагою і захопленням, називаючи його« Великий Полікар » |

У середині 1880 років активував свою літературну діяльність в селі Македонівка грецький поет Богадіца Дем'ян Васильович, більшість творів, якого стали ще за його життя народними, бо вони відображали реальне життя того часу, взаємини односельчан з місцевою знаттю. Виняткове місце у його творчості і всієї румейської літератури займає поема «Жертва Авраама», написана в 1902 р. Поема відразу стала популярною, поширилася по румейських селам Приазов'я усно або в рукописах. Деякі уривки співаються як самостійні пісні. Поема мала великий вплив на розвиток літературного процесу на Донбасі і стала, за словами професора Т. Н. Чернишовой, «предтечею письмовій літератури греків Приазов'я».

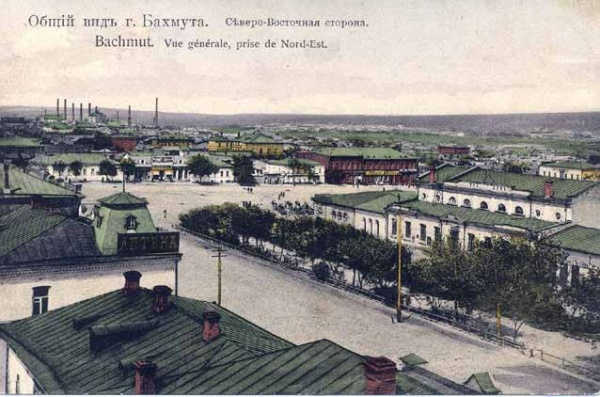
Бахмут

У дореволюційній поезії Донбасу найвідомішим поетом був Чернявський, Микола Федорович — один з найбільш визначних майстрів сонета. Друга збірка поета — «Донецькі сонети» (1898) була видана в Бахмуті і стала, можливо, першою художньою книжкою, надрукованою в Донбасі. З цього часу, власне, й починає розвиватись літературне життя в шахтарському краї. М. Ф. Чернявській звертався у своïй творчості до теми шахтарськоï праці. У вірші «Шахтар» поет писав:
|  | У сажі, чорний, як мара, Рукою піт з лиця втира I кайлом вугіль б'є i б'є В норі шахтар... |

У Бахмуті Чернявський видав збірку спогадів про видатного українського письменника Куліш, Пантелеймон Олександрович.

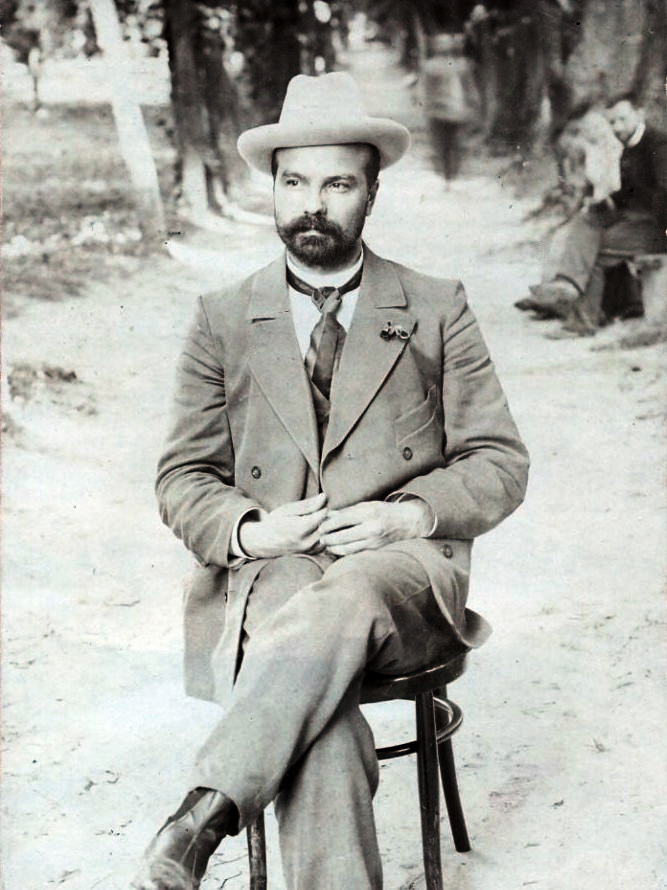
Чернявський Микола Федорович

У 1895 на Донбас приїхав Спиридон Черкасенко і став працював вчителем на Лідіївських рудниках (зараз Кіровський район міста Донецька).
Перебуваючи на Донбасі, він включився в літературний процес, виступав спочатку з віршами, а пізніше з оповіданнями і драматичними творами, які друкувалися в українських журналах «Дзвін», «Нова громада». Спиридон Черкасенко з 1910 року переїжджає до Києва, де працює в газеті «Рада», а пізніше в журналі «Дзвін».
Багато віршів революційного змісту публікувалася в 1903 році «Союзом гірничозаводських робочих півдня Росії».
Донецька тематика у творчості Христі Алчевської.
Перебування на Донбасі Степана Васильченка та збагачення його творчої лабораторії донецькою тематикою. Створення письменником у Бахмутській тюрмі циклу осетинських казок.
Микита Шаповал (Сріблянський), Олександр Олесь і Донецький край.
Робітничі поети Донбасу початку XX ст.

## Активізація літературного життя у 1920-ті рр
Утворення журналу «Забой» (1923), письменницької організації «Забой» (1924). Ідейно-художня спрямованість літературної творчості донецьких письменників. Пошуки письменниками Донбасу нових тем, ідей і жанрів.
20-і — початок 30-х років. Свобода пошуку тем, жанрів та образів у межах «дозволеного революційною свідомістю». Розгортання українізації як в усій Україні, так і в краї. Перехід письменників на українську мову (Б. Горбатов, Г. Баглюк, В. Гайворонський та ін.). Творчість К. Герасименка, М. Упеника, М. Рудя. Перепідпорядкування письменницької організації «Забой» ВУСППу.
Зв'язок із Донбасом Івана Ле, Івана Микитенка, Григорія Костюка, Василя Барки, Івана Багряного, Володимира Коряка та інших провідних українських письменників і літературознавців.
Тема Донбасу в українській літературі 20-х років (твори Миколи Хвильового, В. Гжицького, І. Дніпровського та ін.)
Зміна назви журналу «Забой» на «Літературний Донбас» (1932). Репресії серед українського письменства. Трагічні долі письменників Григорія Баглюка, Василя Гайворонського, М. Соболенка, Ф. Ковалевського, Ю. Западинського, І. Такаченка, В. Іванова-Краматорського, Б. Павлівського та ін. Переслідування К. Герасименка. Гальмування владою українізації в Донбасі. Перехід в 1933—1934 рр. журналу «Літературний Донбас»" на російську мову.
Зв'язки з Донбасом письменника Павла Байдебури та критика Андрія Клоччі.
Ліквідація автономних письменницьких організацій України і донецького «Забою» та об'єднання їх в єдину — Союз письменників СССР (1933). Тотальна орієнтація творчості письменників на метод соціалістичного реалізму, на комуністичну ідеологію.
Донецька тематика у творчості поета Володимира Сосюри прозаїків С. Божка і Л. Скрипника у 20-30 рр.
Посилення русифікації Донбасу в усіх сферах життя.
Творчість російських письменників-донбасівців Б. Горбатова, П. Безпощадного, П. Сєверова, П. Чебаліна, В. Торіна, О. Фарбера, О. Авдєєнка, Б. Котова, Г. Марягіна, Ю. Черкаського та ін.
Творчість грецьких письменників Донбасу Г. Костоправа, А. Дімітріу, В. Галла та ін. Репресії серед грецьких письменників. Тотальне знищення владою грецьких освітніх і культурних закладів, грецької інтелігенції.

## Творці літературного об'єднання Забой
- Бахмут — Трейдуб Порфирій Омелянович чекаючи арешт 1937 році застрелився.
- Костянтинівка — Ковалевський Фелікс репресований
- Первомайськ — Заходяченко Арсеній
- Донецьк — Дорофєєв К.
- Таганрог — Власов-Грудини Г.
- Кадиївка — Смірнов Іван
- Лисичанськ — Крюченко І.
- Маріуполь — Тайговий Микола
- Дружківка — Копилов-Бяз
- Алмазна — Богдано В.
- Краматорськ — Моїсеєв
- Бахмут — Туманов В.
- Бахмутський район — Савінов
- Маріуполь — Дімаштейн М.
- Ростов-на-Дону Олейников Н. розстріляний 1937 році
- Краматорськ — Ісаєнко Микола
- Перевальськ — Беспощадний П.
- Горлівка — Можара І.
- Сорокино — Мартинов Григорій
- Кришталевий — Нікітін Н.
- Луганськ — Хворов І.
- Бахмут — Горбатов Борис
- Бахмут — Соболєв Володимир
- Бахмут — Селіваноскій А.[4]

## Розстріляне відродження
- Баглюк Григорій Микитович
- Гайдарівський Василь
- Віталій Сніжний
- Соболенко Микола
- Іванін-Краматорський Василь
- Ковалевський Ф.
- Западинський Юліан
- Ткаченко Іван
- Чулков А.
- Надіїн Дмитро Пименович
- Герасименко Кость Михайлович

## Літературне життя у 1940—1980-их роках
Відновлення після 2-ї світової війни письменницької організації на Донбасі (II-а пол. 40-х р.). Видання альманаху «Літературний Донбас» (1946), реорганізація його в альманах «Донбас»(1958), з 1968 р.— в журнал «Донбас».
Риси соцреалізму у творчості письменників: тотальна підпорядкованість принципам партійності, прославлення людей фізичної праці (робітничого класу), радянського способу життя тощо. Творчість П. Байдебури, Є. Летюка, Г. Кривди, В. Соколова, Л. Колесникової, К. Тесленка, М. Лісовської, К. Міхеєва, П. Бондарчука, Л. Талалая, Олега Орача, Г. Гордасевич, С. Жуковського, Г. Мороза та ін.
Донеччина у творчості В. Сосюри, Грицька Бойка, А. Косматенка.
Утворення у кінці 60-х років Луганської письменницької організації. Творчість І. Савича, М. Чернявського, І. Світличного, В. Голобородька, І. Низового, М. Ночовного, Л. Стрельника, М. Малахути, І. Шкурая, Г. Половинка та ін.
Участь критиків і літературознавців у літературному процесі на Донбасі (Г. Клоччя, М. Непран, М. Федорчук, О. Міхно, І. Дзюба, М. Діченсков, К. Спасенко, В. Костенко, Є. Волошко, В. Соболь та ін.).
Діяльність видавництва «Донбас».
Організаційна діяльність письменницьких об'єднань Донбасу.
Педагогічно-краєзнавча діяльність І. Овчаренка, А. Шевченка, Б. Пастуха, В. Замкового, В. Терещенка та ін.
Пропаганда творчості письменників-земляків літературними музеями М. Петренка (м. Слов'янськ), Б. Грінченка (м. Алчевськ), М. Чернявського (с. Октябрське-Торське Добропільського району; м. Артемівськ), В. Сосюри (м. Артемівськ; м. Сіверськ), М. Шаповала (с. Сріблянка Артемівського району), С. Божка (м. Красноармійськ), С. Васильченка (м. Дзержинськ, сел. Щербинівка).
Обласні Сосюринські свята школярів Донеччини у 80-х роках.
Творчі здобутки російських письменників Луганщини А. Романенка, А. Медведенка, Й. Курлата, В. Титова, С. Бугоркова, М. Пєсенки, В. Полуйко, О. Холошенко та ін.
Основні тематичні і жанрові риси творчості російських письменників Донеччини І. Гонімова, О. Іонова, В. Попова, Є. Гончарова, В. Труханова, П. Чебаліна, Л. Жарікова, Ю. Чорного-Діденка, М. Рибалка, Е. Головіна, Г. Володіна, І. Костирі, І. Мельниченка, О. Лаврентєвої, А. Кравченка, В. Логачова, Н. Крахмальової, В. Руденка, В. Гладкого, В. Забірка, Б. Білаша, Б. Ластовенка, Т. Хаткіної, С. Заготової та ін.
Грецькі письменники Донбасу Г. Костоправ, О. Дімітріу, А. Шапурма, Л. Кир'яков, В. Бахтаров, В. Борота, В. Кіор.

### Письменники-дисиденти
Микола Руденко, Іван Світличний, Василь Стус, Василь Голобородько, Олекса Тихий, Іван Дзюба та зв'язок їхньої творчості з Донбасом.

### Письменників з Донбасу у діаспорі
Донеччина у творчості В. Гайворонського (США), В. Бендера (Англія), Л. Лимана (США), В. Біляїва (США), Е. Андієвської (Німеччина). Зв'язки письменників з рідним краєм. Самовиданий Донбаський журнал «Пороги».

## Літературний процес 1990-их
Перебудова журналу «Донбас» в нових умовах посткомуністичної України: поява нових, раніше замовчуваних і заборонених тем про письменників-дисидентів, про репресії українських письменників та ін. Видання журналом «Донбас» серії посібників-хрестоматій для загальноосвітніх шкіл і вузів краю з творами письменників Донбасу.
Відродження теми патріотизму, відданості рідній землі, Україні у творчості письменників Донбасу. Розвиток «незаангажованої» поезії і прози. Критичний перегляд на сторінках преси «творчих здобутків» письменників Донбасу у тоталітарні часи. Зміна класових і партійних цінностей у творчості письменників Донбасу на загальнолюдські й національні.
Тематичне оновлення творчості Г. Кривди, Г. Гордасевич, І. Білого, П. Бондарчука, Г. Мороза, С. Жуковського та ін. Переосмислення ролі літератури в умовах незалежної України. Нові тенденції у творчості А. Мироненка та М. Хижняка. Творчість поетів Ю. Доценка і В. Павловського. Дитяча тематика у віршах Гриця Поломаренка.
Спроби повернення поетів А. Кравченка, В. Радькова, В. Руденка та ін. до рідної мови.
Діяльність літературних об'єднань міст Макіївки, Горлівки, Маріуполя, Єнакієвого, Краматорська та ін. Проведення Спілкою донецьких письменників обласних семінарів для початкуючих і молодих авторів.
Вихід на Донеччині у II-й половині 90-х років нових літературних альманахів «Євшан-зілля» (Слов'янськ), «Лад» (Донецьк) та ін.
Видавнича діяльність Петра Бондарчука.
Відображення літературного життя письменників Луганщини на сторінках заснованого у 1993 р. журналу «Бахмутський шлях».
Видання Луганським педагогічним університетом ім. Т. Шевченка наукового журналу «Вісник» і висвітлення на його сторінках літературного життя на Донбасі.
Посилення з кінці 80-х років уваги до літературного життя Донбасу в шкільній літературній освіті. Введення у шкільну програму уроків літератури рідного краю, а до вузівських програм—лекцій, спецкурсів і спецсемінарів за творчістю письменників-земляків (Донецький державний університет, Луганський педагогічний університет, Слов'янський педагогічний інститут та ін.).
Видавнича діяльність Українського культурологічного центру (журнал «Схід», навчальна методичка та наукова література).
Проведення обласних та регіональних наукових конференцій, присвячених розвитку літературного життя на Донбасі (Донецьк, Луганськ, Артемівськ, Слов'янськ).
Утворення російськомовними письменниками літературного об'єднання—"Спілки письменників України «Донбас» з підпорядкованістю Міжнародному співтовариству письменницьких спілок у Москві.

### Історико-літературознавчі та критичні праці
- Безуглий М. Овіяний подихом степів // Вітчизна, 1984.—No7.—С.202-205.
- Не відлюбив свою тривогу ранню .Василь Стус — поет і людина: Спогади, статті, листи, поезії.-К.:Укр. письменник , 1993.
- Волошко Е. Литературный пласт// Донбасс: писатель и время: Лит.-крит. очерки/Сост. и вступ. статья Е. М. Волошко.— Донецк: Донбас,1979.—С.3-65.
- Дзюба Иван. За высокое мастерство (Літ. процес поч. 50-х років) //Донбас. Альманах. Книга двадцать первая.— Сталино, 1953.—С.98-116.
- З порога смерті: Письменники України — жертви сталінських репресій.— К.:Рад. письменник, 1991.
- Замковой В. Артемовский литературный цех.— Артемовск, 1993
- Єненко Ю. Промінь добра (Про Б. Грінченка).— Луганськ, 1994.
- Історія української літератури у VIII ст.— К.:Наукова думка, тт. VI (1970); VII (1971); VIII(1971).
- Клоччя А. Навколо свої люди.— Донецьк: Донбас,1966.
- Ковтуненко А. Сава Божко і його роман «В степах»// Божко С. З.В степах: Роман.— К.: Дніпро, 1986.—С.3-14.
- Костенко В. На шляхах велелюдних: Літературно-критичний нарис про життя і поетичну творчість М. Чернявського.—Донецьк: Донбас, 1964.
- Лазоренко А. «Донбас» — рік за роком//Донбас,1993.—No8.—С.118-124.
- Мишанич О. В безмежжі зим і чужини..(Повернення Спиридона Черкасенка) //Мишанич О.Повернення . Літературно-критичні статті й нариси.— К.:Обереги, 1997.—С.16-63.
- Неживий О. І. Луганщина літературна.— Луганськ,1993.
- Неживий О. Освячені Шевченковим ім'ям (Про творчість В. Сосюри, Г. Тютюнника, М. Руденка, І. Світличного, Н. Світличної, В. Голобородька).—Луганськ: Світлиця, 1998.
- Оліфіренко В. Про репресії на Донбасі// Донбас, 1998.Спецвипуск.— С.10-13.
- Оліфіренко В. Нове про Григорія Баглюка//Донбасс, 1999.— С.77-80.
- Просалова В. Замість лаврового—терновий. Від Робіндраната Тагора до Василя Голобородька//Донбас, 1991.— No3.—С.128-136.
- Рудницька Г. Народження теми Донбасу в українській радянській поезії (1918—1929 роки)//Наукові записки Луганського державного педагогічного інституту ім. Т. Г. Шевченка. Т. Х. Серія історико-філологічна. Вип.2.—Луганськ,1959. —С.149-175.
- Спасенко Конст. Сквозь даль годов.— Донецк: Донбасс, 1968.—С.166-172.
- Федорчук М. Павло Байдебура. Критико-біографічний нарис.— Донецьк: Донецьке книжкове видавництво,1962.
- Шептій К. Його книжки «ходили по руках»(Про М. Петренка) //Вітчизна, 1989.—No6.—С.166-170.

### Творчість письменників Донбасу у діаспорі
- Вірний Микола. Портрет поета (Про Василя Барку).— Рівне: Діва, 1998.
- Гайдарівський В. А. Дещо про себе і свою творчість/ Лист до видавця книжки «А світ такий гарний…», п. Юліяна Середяка//Василь Гайдарівський. А світ такий гарний…—Буенос-Айрес: Видавництво Юліяна Середяка,1962. —С.1-V1.
- Державін В. Три роки літературного життя в еміграції .1945-1947 (Про творчість Л. Лимана).— Мюнхен, 1948.
- Костюк Г. З літопису літературного життя в діяспорі // У світлі ідей і образів.—Мюнхен: Сучасність,1983.
- Костюк Г.Дещо про поезію як створення світу людини (Про В. Біляїва) //Сучасність, 1991.—No4.—С.144-147.
- Лавріненко. Ю. Зруб і парость (Про Л. Лимана).— Мюнхен: Сучасність, 1971.
- Скворцова Т. Невтомний шукач гарного світу (Про В. Гайворонського) //Бахмутський шлях, 1998.—No5.—С.19-24.

### Літературно-краєзнавчі праці
- Бондарчук П. Немов любов шалена. Оповідки про письменників, короткі есе, спомини, записи.—Донецьк: Лад, 1998.
- Володимир Сосюра і Донецький край. Бібліографічний покажчик.— Донецьк, 1997.
- Овчаренко І. Літературне Придінців'я: письменники в нашому краї.— Донецьк: Лебідь, 1994.—123 с.
- Овчаренко І. Йому жити у віках (Про М. Петренка).— Слов'янськ,1997.
- Романько В. Література рідного краю…— Донецьк, 1995.
- Пастух Б. Поет ніжності, тривоги і болю.— Луганськ, 1998.
- Подов В. Любовь и слезы (Новое о Владимире Сосюре).— Лисичанськ, 1995.
- Ямські зорі В. Сосюри/Упорядкування В. Терещенка.—Артемівськ,1998.
- Українське письменство Краматорська: До 135-річчя м. Краматорська / Н. П. Лапушкіна. — Краматорськ, 2003. -84 с. — іл.

### Науково-методичні праці
- Аверченкова -Землянська О. Література рідного краю: Творчість поетів Приазов'я.—Донецьк: Східний видавничий дім, 1999.
- Неживий О. Основи та методика вивчення літературного краєзнавства на Луганщині//Вісник Луганського державного педагогічного університету ім. Тараса Шевченка, 1999.—No7—С.6-7.
- Оліфіренко В. Вивчення літератури рідного краю в школі: Посібник для вчителів і студентів.— Донецьк: УКЦентр, 1996.
- Оліфіренко В. Проблеми вивчення літератури рідного краю в школі// Регіональний і шкільний компоненти змісту загальної середньої освіти: здобутки, проблеми, перспективи. Матеріали 2-ї Всеукраїнської науково-практичної конференції.(м. Донецьк, 13-14 листопада 1997 р.).— Донецьк, 1997. —С.33-36.
- Оліфіренко Вадим. Дума і пісня. Посібник-хрестоматія з літератури рідного краю.—Донецьк:Донбас, 1993 (спецвипуск журналу «Донбас»). — 195 с.
- Оліфіренко Вадим. Пустова Феня. / Таємниця духовного скарбу. Із популярного народознавства, Донецьк: журнал «Донбас», 1-6/1994 , спецвипуск / ISSN 0321-1363, 192 с.
- Оліфіренко Вадим / Уроки правди і добра. Джерела літератури рідного краю, Донецьк: журнал «Донбас» 1995, спецвипуск / ISSN 0321-1363, 167 с.